# فیلم ملودی

## فیلم سینمائی ملودی
ملودی فیلم ایرانی مستقل به نویسندگی، کارگردانی و تهیه‌کنندگی بهروز سبط رسول و محصول سال ۱۴۰۲ خورشیدی است. ملودی سومین فیلم بلند بهروز سبط رسول است که در ایران و تاجیکستان ساخته شده و به عنوان نماینده کشور تاجیکستان برای آکادمی اسکار  2025 انتخاب شده است.تولید کننده این فیلم در ایران موسسه نما فیلم بوده است.

فیلم ملودی در پنجاه و چهارمین جشنواره گرید (A) و معتبر جهان، گوا در هندوستان انتخاب شد و در 24 دسامبر 2023 در بخش سینمای جهان اولین نمایش بین المللی را داشته است.

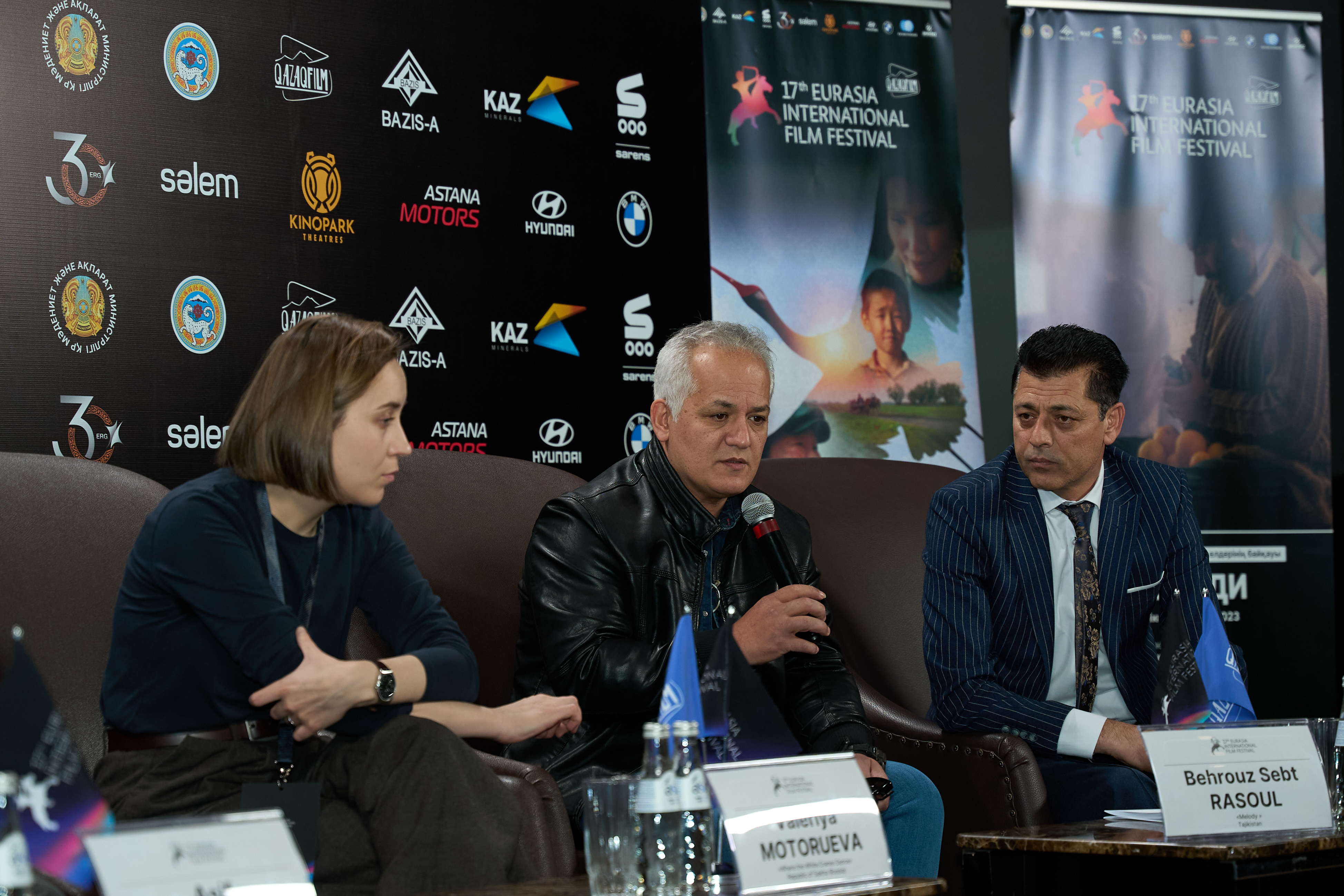
Press conference

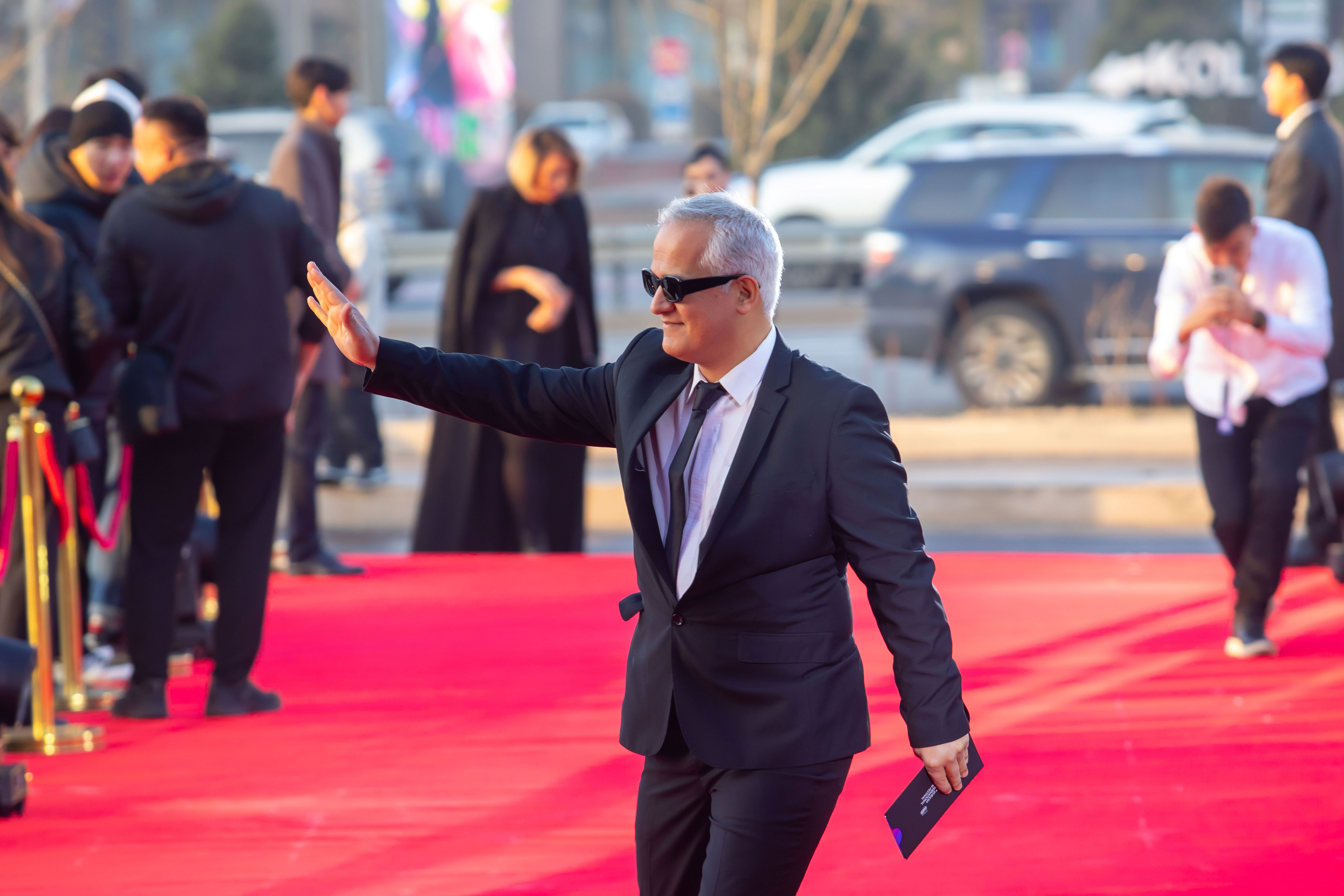
Behrouz Sebt Rasoul

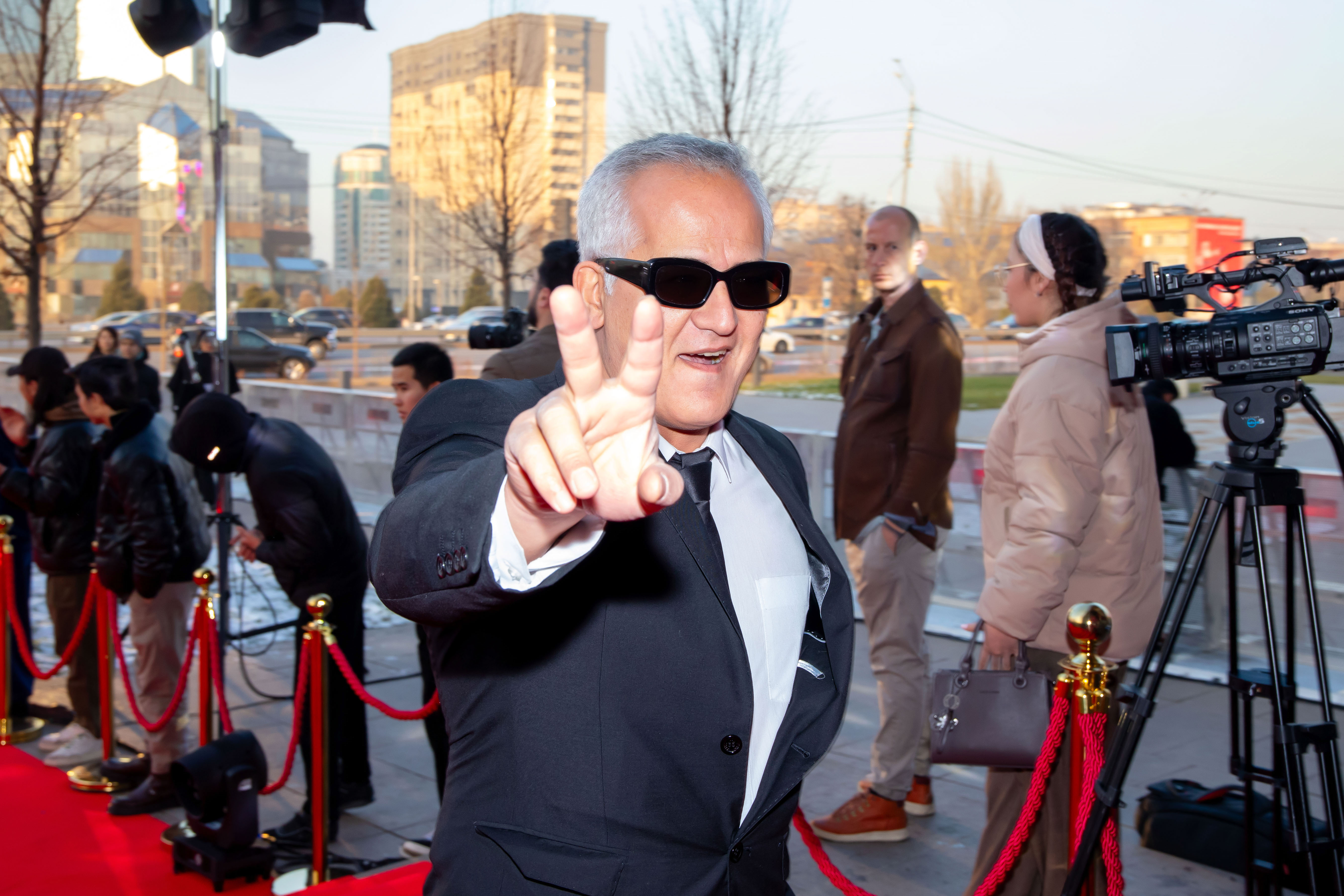
Behrouz Sebt Rasoul

فیلم ملودی در بیست و یکمین جشنواره فیلم چنای 2023 انتخاب گردید و به نمایش درآمد.
فیلم ملودی منتخب بیست و چهارمین جشنواره فیلم Keswick انگلستان در بخش مسابقه 2024 شد.
فیلم ملودی منتخب بخش بین‌الملل چهل و دومین دوره جشنواره بین‌المللی فیلم فجر شد و در تاریخ ۱۴ بهمن ماه ۱۴۰۲ در تهران و در موزه سینما به نمایش عمومی درآمد.
فیلم ملودی در بیست و سومین جشنواره imagineindia اسپانیا 2024 میلادی، موفق به کسب ۳ جایزه و ۲ نامزدی گردید.

فیلم ملودی، سپتامبر ۲۰۲۴ در بخش مسابقه اصلی دهمین جشنواره فیلم ایرانیان زوریخ به رقابت پرداخت.
 فیلم ملودی ساخته بهروز سبط رسول در بخش پانورامای یازدهمین دوره جشنواره راه ابریشم چین منتخب شده و به نمایش درآمد.

## خلاصه داستان
ملودی داستانی شاعرانه دارد و در مورد دختری آهنگساز است که می‌خواهد با صدای پرندگان برای کودکان سرطانی قطعه‌ای موسیقی بسازد. 
ملودی، یک معلم موسیقی کودکان در یک مرکز سرطان که برای جشنی در انتهای پاییز آماده می‌شوند. ملودی در حال ساخت یک قطعه با استفاده از صدای سی پرنده مختلف است، از همین رو به زادگاه خود برای ضبط صدای پرندگان می‌رود که یک از اعضای ناشنوای خانواده به نام منگو به او کمک می‌کند.
وقتی که آن‌ها تنها ۲۰ گونه از پرنگان را پیدا می‌کنند، منگو خواننده قدیمی روستا را به ملودی معرفی می‌کند که می‌تواند جای پرنده‌های دیگر را نشان دهد، اما شکارچیان او را از روستا رانده‌اند. ملودی تصمیم می‌گیرد که او و پرندگان را پیدا کند.
«ملودی» به نویسندگی و کارگردانی سبط رسول،  روایتی جذاب را حول شخصیت اصلی خود با بازی دیمن زندی، که در یک مرکز سرطان کودکان تدریس می‌کند، به تصویر می‌کشد.
ملودی که با پس‌زمینه یک مهمانی پاییزی برای سی کودک در مرکز برگزار می‌شود، با چالشی منحصربه‌فرد برای ساختن یک قطعه با استفاده از صدای سی پرنده مختلف روبرو می‌شود. این وظیفه او را به سفری به دهکده اجدادی‌اش سوق می دهد که با همراهی سرایدار لال مرموز خانه خانواده‌اش، مانگو، همراه است. کاوش فیلم در جست‌وجوی ملودی با پیچیدگی و عمق آشکار می‌شود و با ارائه غیرمتعارف و زبان پیچیده‌اش، مخاطبان را با خود می.برد.

## بازیگران
| بازیگر           | نقش        |
| ---------------- | ---------- |
| دیمن زندی        | ملودی      |
| علیرضا استادی    | داوود      |
| مقداد اسلامی     | منگو       |
| Safar Haqdodov   | بزرگ دهکده |
| Zulfiya Sadykova | بزرگ دهکده |
| هانا آقائی       | ترنگ       |
| امیر آریا عباسی  | کودک       |
| داریوش اشرفی     | دکتر       |
| محدثه مهدوی      | مادر ترنگ  |
| فرشید قاسمی      | شکارچی     |

## عوامل فنی فیلم

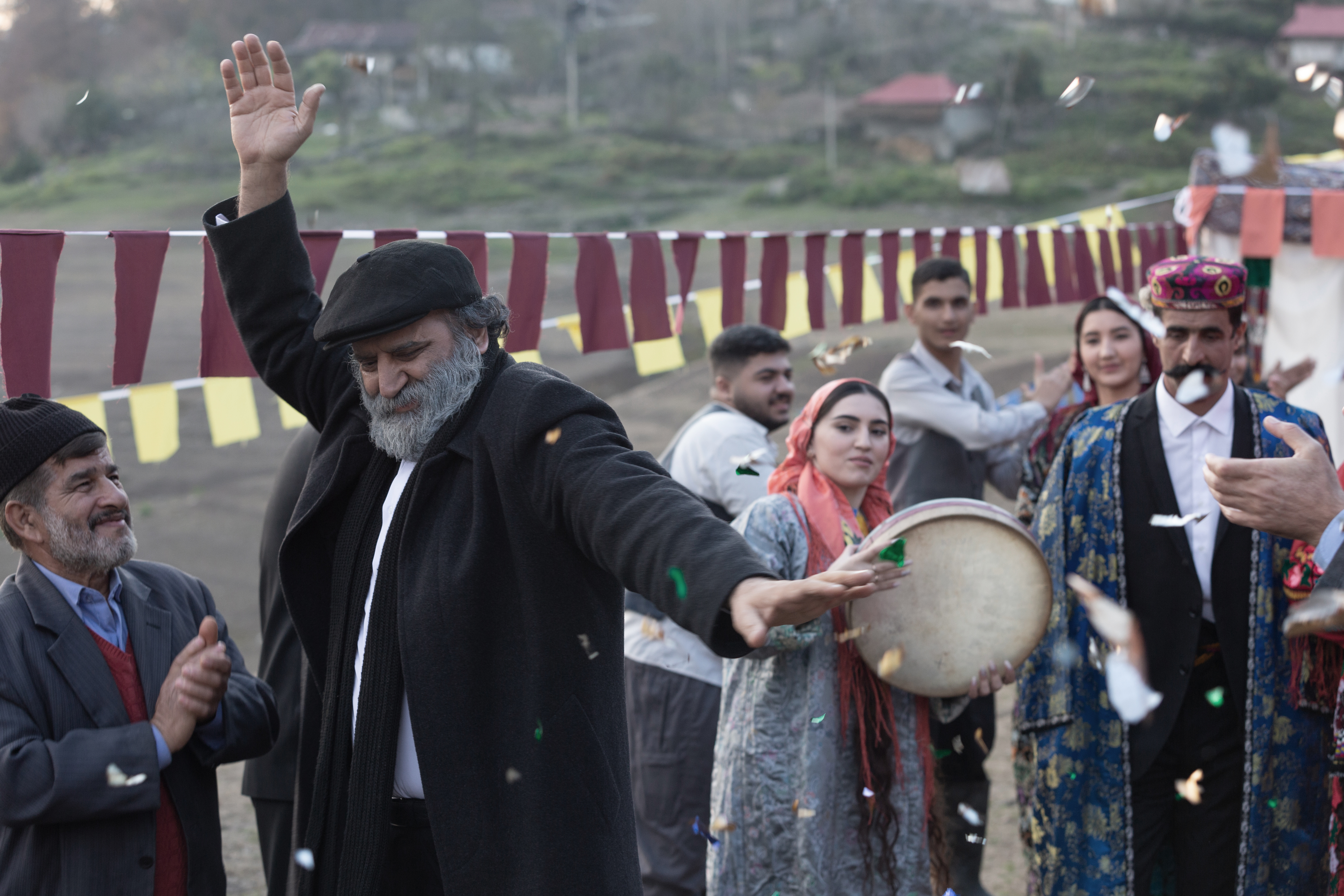
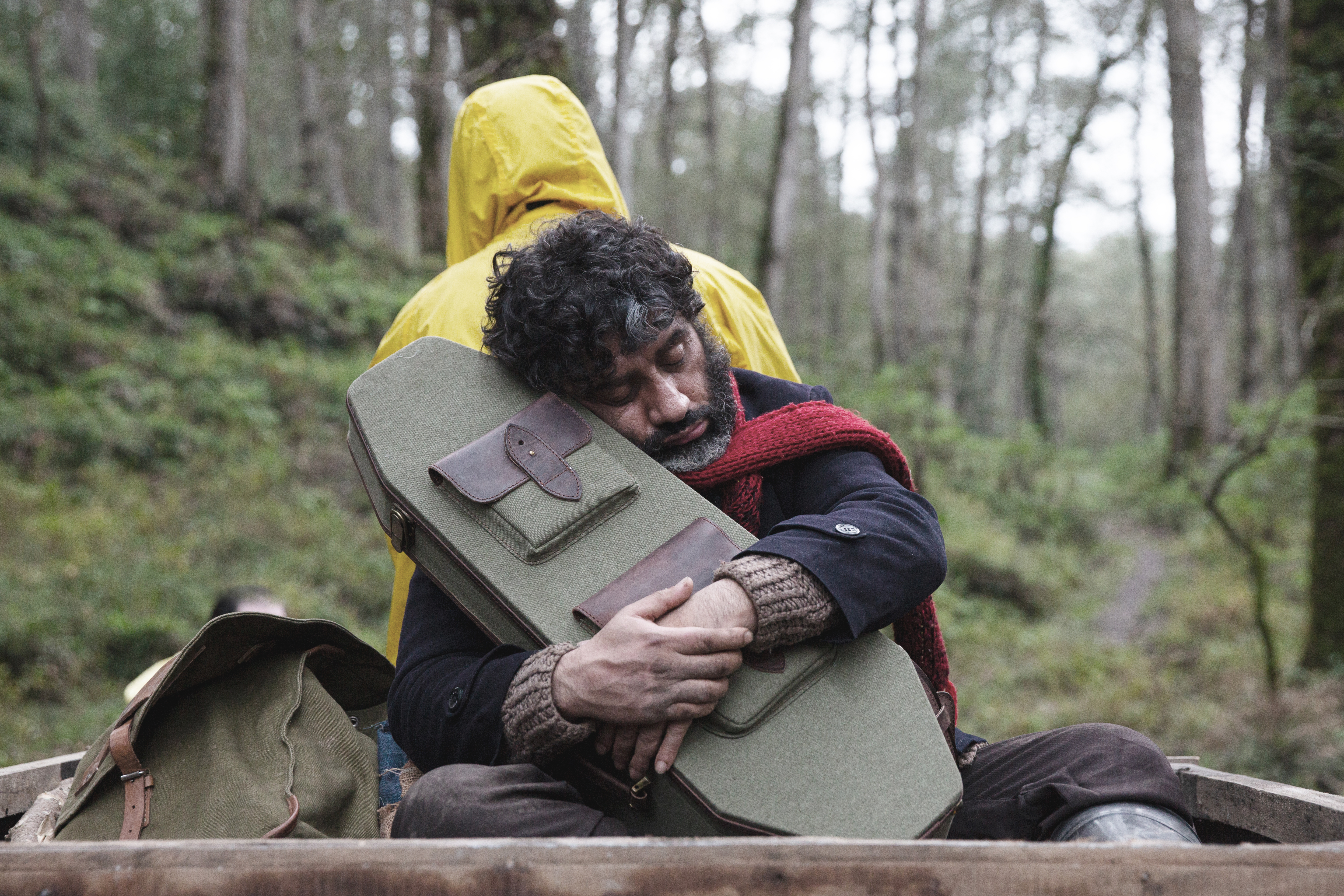
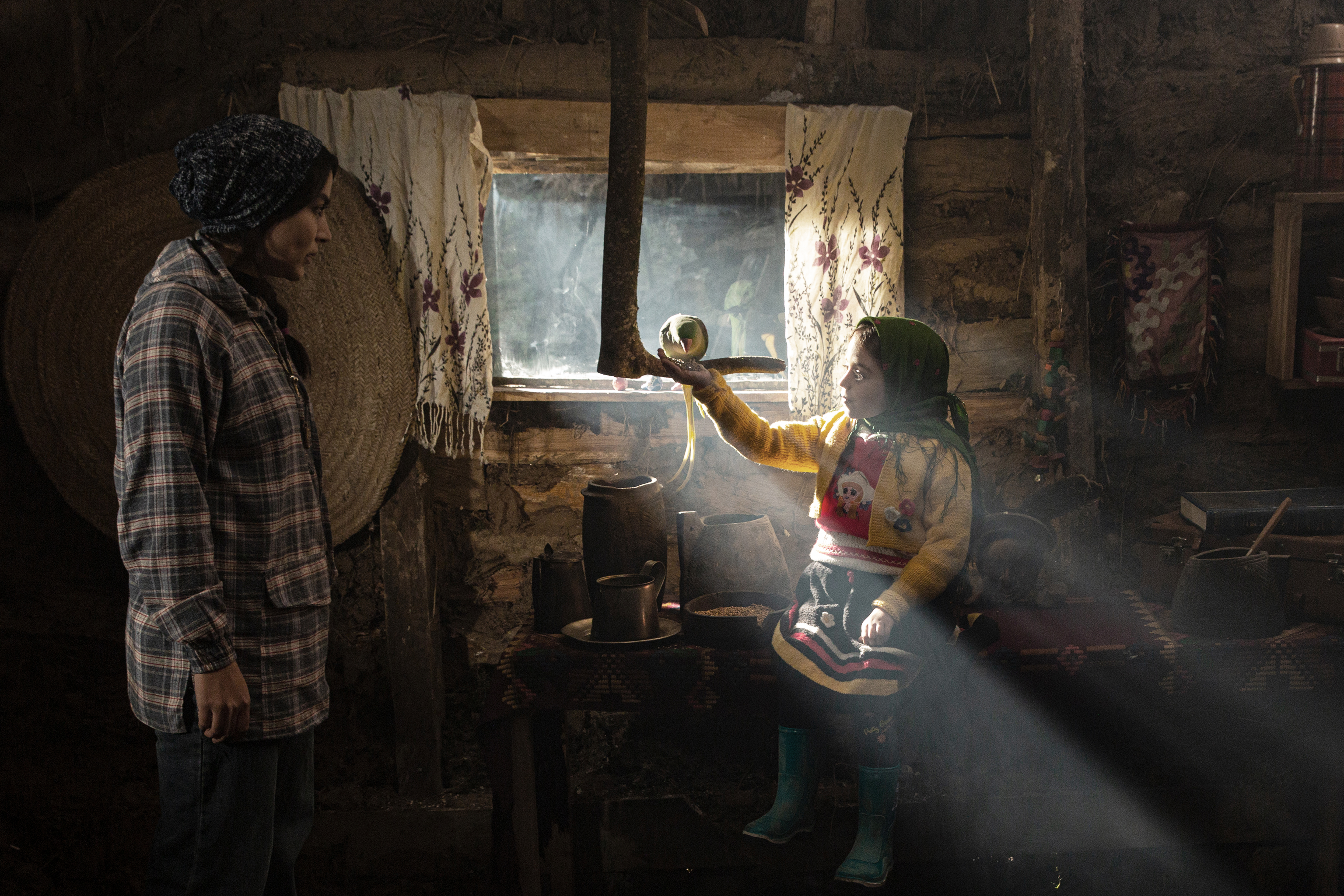

| نقش                          | نقش/Crew                         | نام              | نام/Name               |
| ---------------------------- | -------------------------------- | ---------------- | ---------------------- |
| مدیر فیلمبرداری              | Director of Photography          | علی محمد قاسمی   | Ali Mohammad Ghasemi   |
| صدابردار                     | Sound Recordist                  | جعفر علیان       | Jafar Alian            |
| مدیر تولید                   | Production Manager               | مجتبی نور محمدی  | Mojtaba Noor Mohammadi |
| دستیار یک و برنامه ریز       | Assistant Director               | رحمان محمدی      | Rahman Mohammadi       |
| طراحی صحنه                   | Set Designer                     | پیام حسین سوری   | Payam Hosein Souri     |
| طراح لباس                    | Custome Design                   | مژگان عیوضی      | Mojgan Eivazi          |
| چهره پرداز (نام)\|چهره پرداز | Make-Up Artist                   | محمد ذوقی        | Mohammad Zoghi         |
| دستیار تهیه                  | Assistant Producer               | شهرام وثوق حجازی | Shahram Vosough Hejazi |
| عکاس و تصویربردار پشت صحنه   | Photographer& behind the scenes  | اسرافیل قاسمی    | Esrafil Ghasemi        |
| طراح و ترکیب صدا             | Sound Designer                   | محمود موسوی نژاد | Mahmoud Mosavinejad    |
| اصلاح رنگ                    | Color Designer                   | سامان مجد وفائی  | Saman Majd Vafaei      |
| مدیر تدارکات                 | Production coordinator           | عطا براتی        | Ata Barati             |
| طراحی پوستر و دستیار تدوین   | Poster Designer & Assistant Edit | کیمیا سبط رسول   | Kimia Sebt Rasoul      |
| دستیار تهیه                  | Assistant Producer               | ابولفضل عباسی    | Abolfazl Abassi        |
| موسیقی                       | Original Music                   | فواد سمیعی       | Foad Samiei            |

## جشنواره ها
| بهروز سبط رسول | بهروز سبط رسول | بهروز سبط رسول               | بهروز سبط رسول | بهروز سبط رسول |
| زمان فیلم      | نام فیلم       | نقش                          | سال ساخت       | اتفاقات |
| -------------- | -------------- | ---------------------------- | -------------- | --- |
| ۸۵ دقیقه       | ملودی          | نویسنده، تهیه‌کننده، کارگردان | ۱۴۰۲           | - منتخب کشور تاجیکستان برای آکادمی اسکار - منتخب پنجاه و چهارمین جشنواره گرید (A) گوا - منتخب بیست و یکمین جشنواره فیلم چنای 2023 - منتخب بیست و چهارمین جشنواره فیلم Keswick انگلستان در بخش مسابقه2024 - منتخب چهل و دومین جشنواره بین المللی فیلم فجر ۲۰۲۴ - برنده بهترین مدیر فیلمبرداری (علی محمد قاسمی) در بیست و سومین جشنواره imagineindia اسپانیا ۲۰۲۴ - برنده بهترین طراحی صحنه (پیام حسین سوری) در بیست و سومین جشنواره imagineindia اسپانیا ۲۰۲۴ - برنده بهترین موسیقی (فواد سمیعی) در بیست و سومین جشنواره imagineindia اسپانیا ۲۰۲۴ - نامزد بهترین بازیگر زن (دیمن زندی) در بیست و سومین جشنواره imagineindia اسپانیا ۲۰۲۴ - نامزد بهترین طراحی و ترکیب صدا (محمود موسوی نژاد) در بیست و سومین جشنواره imagineindia اسپانیا ۲۰۲۴ - منتخب دهمین دوره جشنواره فیلم ایرانیان زوریخ 2024 در بخش مسابقه اصلی - منتخب یازدهمین دوره جشنواره فیلم راه ابریشم چین 2024 - منتخب بخش بین الملل سی و ششمین دوره جشنواره بین‌المللی فیلم‌های کودکان و نوجوانان 2024 - برنده جایزه بهترین موسیقی فیلم از چهارمین جشنواره ازمیر ترکیه 2024 - منتخب یازدهمین دوره جشنواره فیلم دهوک در بخش مسابقه اصلی 2024 - منتخب بخش مسابقه هفدهمین جشنواره فیلم اوراسیا قزاقستان 2024 - منتخب بخش مسابقه ششمین جشنواره فیلم طبیعت Rain International Nature Film Festival(RINFF)2024 - برنده بهترین بازیگر نقش زن در بیست و سومین جشنواره فیلم داکا 2025 - نمایش در Cinémathèque استرالیا 2025 - نمایش در Cine Club Persan سوئیس 2025 - نمایش در سینمای شهر کن فرانسه Cannes Cinéma با هدف تمرکز بر سینمای ایران 2025 - نمایش فیلم ملودی در هفته فیلم سازمان همکاری شانگهای (با حمایت آرشیو ملی فیلم چین) در شهر چینگ‌دائو چین، آگوست ۲۰۲۵ |

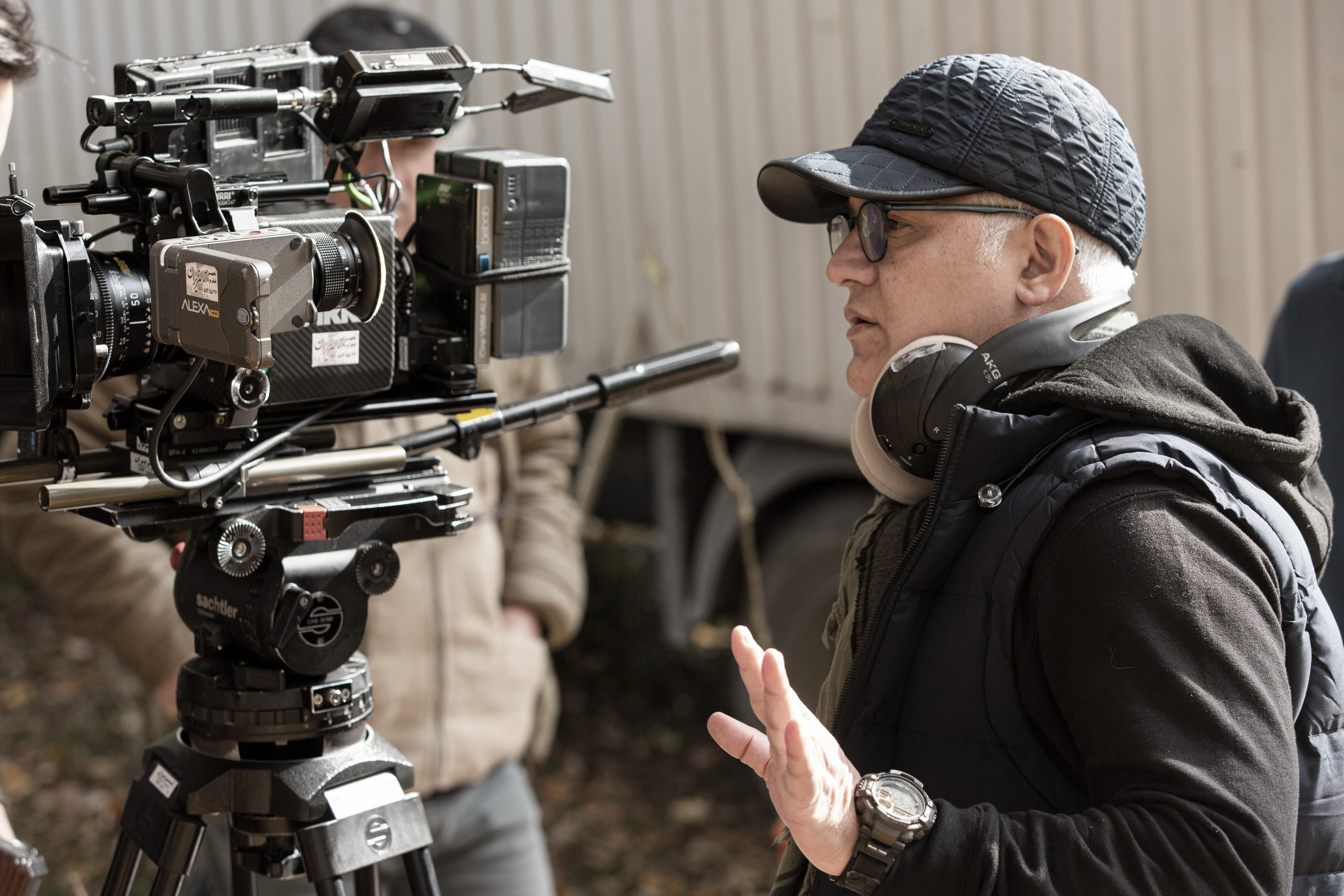
Director & Producer

|<

## بخشی از مصاحبه ها
بهروز سبط رسول کارگردان سینمای ایران در گفتگو با خبرنگار مهر درباره تازه‌ترین فیلم خود که در قالب محصول مشترک به سرانجام رسیده‌است، در باره فیلم «ملودی» محصول مشترک ایران و تاجیکستان توضیح داده و گفته‌است که در دو کشور فیلمبرداری شده است. متن کامل را می‌توان در صفجه فیلم کارگردان ایرانی ، در خبرگزاری مهر خواند.
.

### نمایش فیلم «Melody» در فصل سینمایی کن
فیلم «Melody» ساختهٔ بهروز سبط رسول، در شهریور ۱۴۰۴ (سپتامبر ۲۰۲۵) در برنامه رسمی **فصل سینمایی کن ۲۰۲۵–۲۰۲۶** به نمایش گذاشته خواهد شد. این نمایش در قالب رویداد **«پنج‌شنبه‌های کن سینما: نگاهی به سینمای ایران»** (Les Jeudis de Cannes Cinéma – Zoom sur le cinéma iranien) در سالن تئاتر «الکساندر سوم» در شهر کن فرانسه برگزار می‌شود. این برنامه توسط موسسه «Cannes Cinéma» و با همکاری شهرداری کن اجرا می‌شود و بخشی از تقویم فرهنگی سالانهٔ این شهر است.

## نقدها
بعد از نمایش فیلم، پروفسور Sadullo Rahimov منتقد فیلم، عضو FIPRESCI و دکترای فلسفه در مقاله ای در باره فیلم ملودی نوشت و از لحاظ فلسفی آن را بررسی نموده و با فیلمهائی با این ژانر شاعرانه آن را مقایسه نمود و در ادامه گفته است که ملودی چالش کارگردانی برای بهروز سبط رسول است. مطلب کامل را می توان در این صفحه ( نما فیلم) خواند.
سایت دیگری به نام INTERNATIONAL FEATURE نیز در بررسی خود از فیلم ملودی و شاعرانه بودن متن و کارگردانی آن نوشته است که متن کامل آن را می توان در صفحه INTERNATIONAL FEATURE مطالعه نمود.